# Xanthonia foveata
Xanthonia foveata là một loài bọ cánh cứng trong họ Chrysomelidae. Loài này được Tang miêu tả khoa học năm 1992.